# Golden State Warriors 1999-2000
La stagione 1999-2000 dei Golden State Warriors fu la 51ª nella NBA per la franchigia.
I Golden State Warriors arrivarono sesti nella Pacific Division della Western Conference con un record di 19-63, non qualificandosi per i play-off.

## Risultati
| Squadra                | V  | P  | PCT  | GB |
| ---------------------- | -- | -- | ---- | -- |
| Los Angeles Lakers     | 67 | 15 | 81,7 | -  |
| Portland Trail Blazers | 59 | 23 | 72,0 | 8  |
| Phoenix Suns           | 53 | 29 | 64,6 | 14 |
| Seattle SuperSonics    | 45 | 37 | 54,9 | 22 |
| Sacramento Kings       | 44 | 38 | 53,7 | 23 |
| Golden State Warriors  | 19 | 63 | 23,2 | 48 |
| Los Angeles Clippers   | 15 | 67 | 18,3 | 52 |

## Roster
| N°  | Naz.                   | Ruolo | Sportivo          | Anno | Alt. | Peso \|\| |
| --- | ---------------------- | ----- | ----------------- | ---- | ---- | --------- |
| 2   | Stati Uniti (bandiera) | G     | Drew Barry        | 1973 | 196  | 87        |
| 3   | Stati Uniti (bandiera) | A     | Donyell Marshall  | 1973 | 206  | 99        |
| 4-7 | Stati Uniti (bandiera) | GA    | Mark Davis        | 1973 | 201  | 95        |
| 5   | Stati Uniti (bandiera) | G     | Vonteego Cummings | 1976 | 191  | 84        |
| 6   | Stati Uniti (bandiera) | GA    | Sam Jacobson      | 1975 | 193  | 98        |
| 7   | Stati Uniti (bandiera) | GA    | Sam Mack          | 1970 | 201  | 100       |
| 8   | Stati Uniti (bandiera) | A     | Tony Farmer       | 1970 | 206  | 111       |
| 9   | Stati Uniti (bandiera) | G     | John Starks       | 1965 | 191  | 82        |
| 10  | Stati Uniti (bandiera) | G     | Mookie Blaylock   | 1967 | 183  | 82        |
| 13  | Stati Uniti (bandiera) | G     | Damon Jones       | 1976 | 191  | 84        |
| 15  | Stati Uniti (bandiera) | A     | Bill Curley       | 1972 | 206  | 100       |
| 20  | Stati Uniti (bandiera) | G     | Larry Hughes      | 1979 | 196  | 83        |
| 21  | Stati Uniti (bandiera) | A     | Jason Caffey      | 1973 | 203  | 116       |
| 23  | Stati Uniti (bandiera) | G     | Tim Legler        | 1966 | 193  | 91        |
| 25  | Stati Uniti (bandiera) | C     | Erick Dampier     | 1975 | 211  | 120       |
| 30  | Stati Uniti (bandiera) | GA    | Billy Owens       | 1969 | 203  | 100       |
| 30  | Stati Uniti (bandiera) | A     | Jamel Thomas      | 1973 | 198  | 98        |
| 31  | Stati Uniti (bandiera) | C     | Adonal Foyle      | 1975 | 208  | 113       |
| 33  | Stati Uniti (bandiera) | A     | Antawn Jamison    | 1976 | 208  | 113       |
| 34  | Stati Uniti (bandiera) | A     | Chris Mills       | 1970 | 198  | 98        |
| 35  | Stati Uniti (bandiera) | A     | Terry Cummings    | 1961 | 206  | 100       |
| 43  | Stati Uniti (bandiera) | G     | Chris Carr        | 1974 | 196  | 94        |
| 55  | Stati Uniti (bandiera) | C     | Tim Young         | 1976 | 213  | 100       |

## Staff tecnico
- Allenatori: P.J. Carlesimo (6-21) (fino al 27 dicembre)[1], Garry St. Jean (13-42)
- Vice-allenatori: Brian Winters, Dave Cowens, Rod Higgins
- Preparatore atletico: Tom Abdenour
- Preparatore fisico: Mark Grabow